# 菊地良輔
菊地 良輔（きくち りょうすけ、1930年2月25日 - 2014年6月29日）は、日本の教育評論家。

## 略歴
東京生まれ。1952年東京大学文学部心理学科卒、地方公務員として教員となり、東京都杉並区立神明中学校教諭（国語）など、1983年まで東京の公立中学校教諭。東京経済大学講師などを務めた。
全国進路指導研究会常任委員長歴任。

## 著書
- 『おとなへの出発 すばらしい中学生になるために』 (手をつなぐ中学生の本)民衆社 1981
- 『受験期の勉強 進路をきりひらく中学生に』 (手をつなぐ中学生の本)民衆社 1981
- 『勉強は何のためにするのか 生きることと学ぶこと』 (手をつなぐ中学生の本)民衆社 1984
- 『新・進路指導入門』 (生き生き教室・学級づくり)日本書籍 1985
- 『子どもがなぜ親を殺すのか 現代の虚構とその克服について』民衆社 1989
- 『中学生の進路と受験期』(新日本新書)新日本出版社 1989
- 『「学力」の構図 進路をひらくちからを求めて』民衆社 1992
- 『中学生の進路と偏差値問題 これからの進路指導』民衆社 1993
- 『危機と希望のはざまで 現代の子ども・青年』民衆社 1998

共著
- 『ふつうの公立学校で「総合的な学習の時間」をどう創るか 子どもと拓く「学び」の世界』今泉博,岩辺泰吏共著 民衆社 1999